# الغواصة اليابانية آي-26
كانت آي-26 غواصة يابانية من فئة بي1 خدمّت في البحرية الإمبراطورية اليابانية خلال الحرب العالمية الثانية. وقد بُنيّت ودُشنّت في حوض كوري لبناء السفن في 6 نوفمبر 1941، تحت قيادة القبطان يوكوتا مينورو.